# Slow made
 (novembre 2020).
Le slow made est un mouvement dont l’objectif est la réhabilitation de la valeur temps pour mieux produire, mieux travailler et mieux consommer. Il s’inspire des autres mouvements Slow, dont le Slow Food. 
Lancé en France le 22 novembre 2012, et soutenu par le Mobilier national et de l'Institut national des métiers d'art, le slow made vise à fédérer le secteur de la création autour d’une charte composée de six valeurs : la recherche, le geste, la pratique, la transmission, l’appropriation et le prix juste . 
Ce mouvement encourage une éthique responsable de l’auteur et du producteur et engage le consommateur à devenir acteur en choisissant un objet porteur de valeurs partagées. La vocation du Slow made est de sensibiliser, stimuler, valoriser les milieux des métiers de la création au sens large, tels les métiers d’art, les métiers de la mode, du design, l’architecture ou encore les arts du jardin et du parfum,. 
Le slow made oppose au modèle de consommation tout jetable un modèle durable visant à produire moins et mieux : face à l'obsolescence programmée des objets, le mouvement vise à soutenir la pérennité programmée,. Il souhaite engager les acteurs économiques des savoir faire vers un « développement patient » où le temps nécessaire à la croissance (la recherche et la production) est pris en considération et valorisé. Le slow made signifie ainsi « fait avec le temps nécessaire ». 

## Historique
En 2012, Marc Bayard, conseiller pour le développement culturel et scientifique du Mobilier national élabore les bases du concept du mouvement slow made. Un laboratoire d’idées, accompagné par le Mobilier national et l'Institut national des métiers d'art (INMA), se crée autour du projet et fédère différentes personnalités liées aux métiers d'art, au design, à la mode, à la communication et à l’économie : un groupe de travail organisé en think tank est constitué autour de Marc Bayard, la direction de l'INMA et des membres de son conseil scientifique et culturel. Il travaille à l'élaboration d'un manifeste autour des valeurs du Slow Made. Un groupe de cofondateurs du mouvement est né et le terme Slow Made est déposé à l'INPI.
Le 22 novembre 2012, à l’occasion des « 3èmes Rendez-Vous de l'INMA sur le thème du temps au coeur des métiers d'art » organisés à la Galerie des Gobelins, le Slow made est officiellement lancé et sa charte sont présentés au public et à la presse pour la première fois par Marc Bayard pour le Mobilier National et Nicolas Rizzo, responsable du Développement à l'INMA.
Le 17 décembre 2012 le Slow Made est présenté en direct sur la radio Le Mouv’ (groupe Radio France) par Nicolas Rizzo.
En août 2013, le Slow made a obtenu le parrainage du Ministère de la Culture et de la Communication et du Ministère de l'Artisanat, du Commerce et du Tourisme..
En janvier 2014, l'Association Slow made est créée. Elle se considère comme un groupe de réflexion (think tank) et propose plusieurs objectifs. Ses membres actifs et influents sont : Marc Bayard, Nicolas Rizzo, Sylvie Flaure, David Richard, Alain Lardet, Jocelyne Imbert, Ludovic Avenel. Des personnalités du monde du luxe comme Misha Pinkhasov, du monde universitaire et économique comme Christophe Rioux, du Design comme Grégoire Talon montrent leur intérêt et leur soutien pour le mouvement 
En avril 2014 au Palais de Tokyo, le mouvement Slow Made, partenaire des
Journées Européennes des Métiers d’Art animait un workshop expérimental d’immersion dans le temps de la création et de l’innovation : « LAB-A-JOUR » https://www.palaisdetokyo.com/fr/evenement/slow-made
Pensé comme un laboratoire collectif et ouvert, l’évènement a fait sensation. Plus d’un millier
de personnes, grand public, chercheurs, artistes et acteurs culturels a assisté à un évènement innovant, entre artisanat et technologie. Une vingtaine de participants issus d’écoles de métiers d’art, arts appliqués et design ont associé leurs savoir-faire et créativité à l’audace d’un collectif de makers-hackers (design d’interaction et programmation). Le temps d’un week-end ils revisitaient ensemble le design de l’abat-jour pour réinventer cet objet du quotidien sous le parrainage du designer Jean-Baptiste Sibertin-Blanc avec l'objectif de donner vie à des maquettes et prototypes.
Le 8 décembre 2014 le "Slow Made Social Club" est conçu et animé par Nicolas Rizzo afin de proposer un espace-temps d’échange propre au mouvement Slow Made et d'en faire un rendez-vous de la communauté Slow Made. Le Slow Made social club se veut être à l’image de son mouvement, un carrefour facilitant la connexion entre les disciplines et les communautés créatives.           
En septembre 2016, Slow made est invité à Buenos Aires (Argentine) afin d'exposer les axes de réflexions et d'actions du mouvement. L'invitation a été lancé par le Centro de Estudios para el Lujo Sustentable (Miguel Angel Gardetti, directeur) et avec l'aide de l'Institut français. Nicolas Marischael (orfèvre), Sébastien Cordoleani (designer), Hervé Barbaret (directeur du Mobilier national) et Marc Bayard (fondateur du Slow made) ont participé à un colloque de deux jours (27 et 28 septembre).
Du 3 au 8 avril 2018, Slow made et Made in Town ont organisé des pop-up stores métiers d'art, design et mode dans le quartier Vertbois (75003 Paris). Cette opération, « Triangle Arts&Métiers », s'inscrivait dans le cadre des Journées européennes des métiers d'art et était associée à l'exposition « Futurs en transmission » proposée par l'INMA et le Musée des arts et métiers. Plus de 30 entrepreneurs étaient ainsi mis à l'honneur dans le quartier du musée pour un partenariat musée-quartier tout à fait original. Les Compagnons du Devoir ou la Fondation Banque populaire étaient également présents parmi les exposants.
En 2022, pour célébrer les 10 ans du mouvement, Marc Bayard a publié un essai : "Slow-Made. Manifeste du geste humain" (éd. Les Influences-Mobilier national). Le livre a été présenté au Mobilier national le 30 novembre 2022 avec Christophe Rioux, Stefano Micelli et Marc Aurel.

## Objectifs
- Interpeller les professionnels des différents secteurs des métiers de la création qui partagent les valeurs du mouvement via des conférences et des tables rondes ;
- Diffuser ses valeurs à travers des conférences dans des écoles et des universités : écoles d’art et d’arts appliqués, écoles de commerce et grandes écoles ;
- Rappeler la dimension éthique et le respect du temps aux futurs créateurs et aux futurs managers ;
- Organiser et soutenir des expositions, des salons professionnels, des publications, des productions audiovisuelles, des actions dans des collectivités locales à l'échelle nationale et internationale.

## Événements et manifestations
- « Le temps au cœur des métiers d’art à l’heure du slow made », Conférence, rencontre et débat : lancement du mouvement dans le cadre des rendez-vous de l’INMA (Institut national des métiers d’art) au Mobilier national à Paris, le 22 novembre 2012
- « La production artisanale en série industrielle », Conférence de Pascal Gautrand, créateur de mode engagé dans le Slow made à l’Institut français de la mode (IFM), le 11 décembre 2012 ;
- « Plasticiens et métiers d'art : les savoir-faire comme source d'inspiration » à l’occasion de l’exposition des 150 ans de Bernardaud, Paris, Vitrine am, intervention de Marc Bayard, fondateur du Slow made dans le cadre de la rencontre le 2 avril 2013 ;
- « Slow made : les nouveaux enjeux de la formation et de l’innovation dans les métiers d’art », conférence organisée par la chambre des métiers d’artisanat d’Auvergne dans le cadre des Journées européennes des métiers d’art, Le Puy-en-Velay, 6 avril 2013 ;
- « Slow made : le sens du temps », trois rencontres, 10 intervenants  (conférences-ateliers-débats) dans le cadre des Journées européennes des métiers d’art, Paris, Palais de Tokyo les 5, 6 et 7 avril 2013
- Le slow made présente « les métiers d’art au cœur du luxe et de la création », table ronde, Institut d'études politiques (IEP), Paris, 11 avril 2013 ;
- Le slow made  partenaire des Designer's Days : « Le temps du projet dans l'économie de la création », table ronde animée par Christophe Rioux, directeur du pôle luxe & industries créatives de l’ISC Paris, professeur d’économie à l'université Panthéon-Sorbonne et à Sciences Po Paris, Paris, Bastille Design Center, 6 juin 2013 ;
- « L'impact du mouvement slow made dans le marketing et la consommation du luxe », conférence organisée par Le club luxe de l'Adetem (Association nationale des professionnels du marketing) en partenariat avec l'Ifop, Paris, 14 juin 2013
- « Slow made, le tempo de la création », conférence et table ronde, École Boulle, Paris, 4 décembre 2013
- Le slow made est à l'honneur dans le cadre des Journées européennes des métiers d'arts 2014 (JEMA) qui portent sur le thème du « temps de la création »
- « Lab-à-Jour », workshop au Palais de Tokyo (Paris) dans le cadre des JEMA 2014 et l'exposition Period Room produit par l'INMA (4, 5 et 6 avril 2014)
- Le Slow made Social Club est lancé le 8 décembre 2014 (The Family, 75004 Paris). Un moment de rencontre périodique, ouvert à tous, pour débattre de l'actualité des savoir-faire. Cette première rencontre traitait des « nouvelles technologies de fabrication numérique, le savoir-faire et le design » (voir : http://slowmade.fr)